# حاضرة باريس الكبرى
تجديد ساركوزي لباريس المعروف أيضًا باسم باريس الكبرى، هو برنامج أشغال عامة واسع النطاق بتكليف من الرئيس الفرنسي السابق نيكولا ساركوزي بين عامي 2016 و2030.
حاضرة باريس الكبرى (بالفرنسية: Métropole du Grand Paris)، هي حاضرة تغطي مدينة باريس وأقرب الضواحي المحيطة بها والتي تم إنشاؤها بعد تجديد ساركوزي للمدينة.
ظهرت الحاضرة إلى حيز الوجود في 1 يناير 2016؛ تضم 131 بلدية، بما في ذلك باريس وجميع البلديات الـ 123 في مقاطعات الضواحي الداخلية المحيطة ببوتيت كورون (أوت دو سين، سين سان دوني، وفال دو مارن)، بالإضافة إلى سبع بلديات في اثنتين من مقاطعات الضواحي الخارجية، بما في ذلك بلديات أرجنتوي في فال دواز، سافيني سور أورج، جوفيسي سور أورج، فيري شاتيلون وباراي فييل بوست في إسون، وآخرها يغطي جزءًا من مطار أورلي.  جزء من الحاضرة يضم إقليم السين، الذي كان موجودًا من عام 1929 إلى عام 1968.
تبلغ مساحة باريس الكبرى 814 كيلومترًا مربعًا (314 ميلًا مربعًا)، أي ما يعادل مساحة سنغافورة تقريبًا، ويبلغ عدد سكانها أكثر من 7 ملايين نسمة. تتم إدارة المدينة من قبل مجلس حضري يتكون من 210 عضو، غير منتخبين بشكل مباشر، ولكن يتم اختيارهم من قبل مجالس البلديات الأعضاء. وتشمل مسؤولياته التخطيط الحضري والإسكان وحماية البيئة.

## تاريخ
تم اقتراح فكرة باريس الكبرى في الأصل من قبل الرئيس الفرنسي نيكولا ساركوزي باعتبارها "خطة عالمية جديدة لمنطقة باريس الحضرية"  وقد أدت أولاً إلى خطة رئيسية جديدة للنقل لمنطقة باريس وخطط لتطوير عدة مناطق حول باريس. تم تعريف "مدينة باريس الكبرى" بموجب قانون 27 يناير 2014 بشأن تحديث العمل الإقليمي العام وتأكيد المدن كجزء من القانون الثالث للامركزية. تم تعديل الخطط بشكل كبير في ديسمبر 2015، وتم تأجيل دخول حيز التنفيذ في مجالين، التنمية الاقتصادية وحماية البيئة من عام 2016 إلى عام 2017.
تم الإعلان عن الخطة لأول مرة في 17 سبتمبر 2007 أثناء افتتاح "مدينة العمارة والتراث"، عندما أعلن ساركوزي عن نيته إنشاء "مشروع تنمية شامل جديد لباريس الكبرى". وكلف وزير الثقافة والاتصال بتنسيق عملية التشاور. 
في عام 2008 تم إطلاق مسابقة حضرية ومعمارية دولية للتطوير المستقبلي لمدينة باريس الكبرى. ستقدم عشرة فرق تجمع بين المهندسين المعماريين والمخططين الحضريين والجغرافيين ومهندسي المناظر الطبيعية رؤيتهم لبناء مدينة باريس في القرن الحادي والعشرين في حقبة ما بعد كيوتو وإجراء تشخيص مستقبلي لباريس وضواحيها من شأنه أن يحدد التطورات المستقبلية في باريس الكبرى للأربعين سنة القادمة. 
المهندسين المعماريين الذين قادوا الفرق العشرة متعددة التخصصات هم: جان نوفيل، كريستيان دي بورتزامبارك، أنطوان غرومباخ، رولاند كاسترو، إيف ليون، جمال كلوش، ريتشارد روجرز، برناردو سيتشي، باولا فيغانو، فين جيبل، جوليا أندي، وويني ماس. 
اقترحت الإصدارات المبكرة من الخطة إصلاحات على هيكل الحكومة المحلية لمنطقة باريس من خلال إنشاء مجتمع حضري متكامل يشمل مدينة باريس ومنطقة بوتيت كورون المحيطة بها،  ومع ذلك، تم التخلي عن هذه الإصلاحات إلى حد كبير بسبب المعارضة القوية من عمدة باريس الاشتراكي، برتراند ديلانوي، والرئيس الاشتراكي لمنطقة إيل دو فرانس، جان بول هوشون. 

## الأهداف
أعلنت الخطة الأصلية للمنطقة الحضرية هذه الأهداف: "تم إنشاء حاضرة باريس الكبرى من أجل تحديد وتنفيذ العمل الحضري لتحسين نوعية حياة سكانها، والحد من عدم المساواة بين المناطق داخلها، وتطوير نموذج الاستدامة الحضرية والاجتماعية والاقتصادية، وأدوات لتحسين الجاذبية والقدرة التنافسية لصالح كامل التراب الوطني. تقوم مدينة باريس الكبرى بتطوير مشروع حضري يرتبط السكان بتنميته وفقًا للمبادئ التوجيهية التي يحددها مجلس العاصمة على النحو المنصوص عليه يحدد مجلس التنمية المبادئ التوجيهية العامة للسياسة التي تتبعها حاضرة باريس الكبرى، وهو يشكل جزءًا من تنفيذ المخطط الشامل لمنطقة إيل دو فرانس التحليل البيئي للمنطقة الحضرية، والمبادئ التوجيهية الاستراتيجية لتنمية المدينة وكذلك مجالات التدخل ذات الأولوية. يمكن تطوير مشروع الحاضرة بدعم من وكالة الأراضي والتقنية لمنطقة باريس، وورشة العمل الدولية حول باريس الكبرى، ووكالات التخطيط الحضري وأي هيئة أخرى مفيدة." 

## مواصلات

خطوط المترو المخطط لها

بشكل مستقل عن العملية الموصوفة أعلاه، تم إنشاء منصب وزير باريس الكبرى وتم تعيين كريستيان بلان ليشغله. قام بلان وفريقه بإعداد خطة النقل، التي تم الإعلان عنها في 29 أبريل 2009  وقد نشرت منطقة إيل دو فرانس بالفعل خطة النقل الخاصة بها. وفي وقت لاحق، اجتمع مهندسو الاستشارة معًا لتقديم خطة نقل ثالثة. وبعد الكثير من المفاوضات، تم الإعلان عن تسوية بين الحكومة الوطنية وحكومة إيل دو فرانس الإقليمية في يناير 2011 وتمت الموافقة على الخطة النهائية لاحقًا.
سيتم تنفيذ خطة النقل خلال عشر سنوات بتكلفة 35 مليار يورو بتمويل من الدولة والحكومات المحلية والديون الجديدة.  جزء مهم من المشروع هو مترو أنفاق بدون سائق يربط بين الأقطاب التجارية والسكنية الهامة مثل فرساي ومطار شارل ديغول ولكن أيضًا الضواحي مثل مونفرماي وكليشي سو بوا من خلال مسار يبلغ طوله 140 كيلومترًا ويعمل على مدار 24 ساعة، والذي سيكلف وحده 21 مليار يورو. وسيتم إنفاق 14 مليار يورو أخرى على توسيع وإعادة تجهيز خطوط المترو والخطوط الإقليمية والضواحي الحالية.

## انتقادات
تم انتقاد الطريقة التي تم بها التعامل مع باريس الكبرى من قبل المهندسين المعماريين أنفسهم، وخاصة من قبل جان نوفيل الذي كتب عدة مقالات افتتاحية شرسة ضد الوزير المسؤول حتى يونيو 2010، كريستيان بلان. 
سياسيًا، عارض رئيس منطقة إيل دو فرانس، جان بول هوشون، وعمدة باريس، برتراند ديلانوي، وكلاهما عضوان في الحزب الاشتراكي الفرنسي، المبادرات التي اتخذتها الحكومة الوطنية، والتي قالوا إنها ضد تفويض مسائل التخطيط الحضري إلى الحكومات المحلية. في أكتوبر 2011، صرح ديلانوي أن الرئيس "يحاول أن يدعي لنفسه ديناميكية حضرية بدأتها الحكومات المحلية منذ فترة طويلة".  على الرغم من أن هوشون قد توصل إلى اتفاق مع الحكومة الوطنية في وقت سابق من العام بشأن شبكة النقل، فقد أعلن أيضًا أن باريس الكبرى "ليس مصطلحًا عامًا لتغطية كل ما يجري على أراضي منطقة إيل دو فرانس وحتى أقل من ذلك شهادة وطنية تم إنشاؤها لإعادة تسمية السياسات المحلية التي كانت موجودة بالفعل."  كانت المعارضة السياسية قوية أيضًا من حزب الخضر، بقيادة سيسيل دوفلو في منطقة إيل دو فرانس.

## المؤسسات العامة الإقليمية

أراضي باريس الكبرى

تم تجميع 131 بلدية في حاضرة باريس الكبرى في 12 مؤسسة عامة إقليمية (EPT)، والتي حلت محل المؤسسات العامة المشتركة بين المجتمعات المحلية وورثت اختصاصاتها مثل الرياضة والمرافق الاجتماعية والثقافية، وإمدادات المياه، والصرف الصحي، والنفايات. الإدارة وبعض السياسات الحضرية والاجتماعية.

## الكوميونات
تتكون حاضرة باريس الكبرى من البلديات الـ 131 التالية:   
1. ابلون سور سين
2. الفورتفيل
3. أنطوني
4. أكوي
5. أرجنتويل
6. أسنيير سور سين
7. أثيس-مونس
8. أوبرفيلييه
9. أولناي سو بوا
10. بانيو
11. باجنوليت
12. لو بلان-ميسنيل
13. بوبيني
14. بوا-كولومبيس
15. بواسي سان ليجر
16. بوندي
17. بونويل سور مارن
18. بولون-بيانكور
19. لوبورجيه
20. بورغ لا رين
21. بري سور مارن
22. كاشان
23. شامبيني سور مارن
24. شارينتون لو بونت
25. شاتيناي-مالابري
26. شاتيلون
27. شافيل
28. شينفيير سور مارن
29. شيفيلي-لارو
30. تشوازي لو روا
31. كلامارت
32. كليشي
33. كليشي سو بوا
34. الحمائم
35. كوبرون
36. كوربفوا
37. كورنوف
38. كريتيل
39. درانسي
40. دوجني
41. إبيناي سور سين
42. فونتيناي أو روزز
43. فونتيناي سو بوا
44. فرسن
45. جاني
46. جارشيس
47. لا جارين كولومبس
48. جينفيلييه
49. جنتيلي
50. جورناي سور مارن
51. L’Haÿ-les-Roses
52. ليل سان دوني
53. إيسي ليه مولينو
54. إيفري سور سين
55. جوينفيل لو بونت
56. جوفيسي سور أورج
57. الكرملين-بيستر
58. ليلك
59. ليفالوا بيريه
60. ليميل-بريفان
61. ليفري-جرجان
62. ميزون ألفورت
63. مالاكوف
64. ماندريس ليه روز
65. مارنيز لا كوكيت
66. مارول إن بري
67. ميدون
68. مونتفيرميل
69. مونترويل
70. مونتروج
71. مورانجيس
72. نانتير
73. نويي-بلايسانس
74. نويي سور مارن
75. نويي سور سين
76. نوجنت سور مارن
77. الضوضاء
78. صاخبة لو الكبرى
79. صاخبة لو ثانية
80. أورلي
81. أورميسون سور مارن
82. دمية
83. باراي فييل بوست
84. باريس
85. ليه بافيلون سو بوا
86. بيريني
87. لو بيرو سور مارن
88. بييرفيت سور سين
89. لو بليسيس روبنسون
90. لو بليسيس تريفيز
91. لو بري سان جيرفيه
92. العاهرات
93. لا كيو أون بري
94. لو رينسي
95. رومانفيل
96. روزني سو بوا
97. راويل-مالميزون
98. رونجيس
99. السحابة المقدسة
100. سان دوني
101. سان ماندي
102. سان مور دي فوسي
103. سان موريس
104. سان أوين سور سين
105. سانتيني
106. سافيني سور أورج
107. سسو
108. سفران
109. سيفر
110. البقع
111. سوسي أون بري
112. سوريسنيس
113. ثييس
114. تريمبلاي في فرنسا
115. فالنتون
116. الشاحنات
117. فوكريسون
118. فالجور
119. فيلكريسنيس
120. فيل دافراي
121. فيلجويف
122. فيلمومبل
123. فيلنوف لا جارين
124. فيلنوف لو روا
125. فيلنوف-سانت-جورج
126. فيلبينت
127. فيلتانوز
128. فيلييه سور مارن
129. فينسينس
130. فيري شاتيلون
131. فيتري سور سين

## روابط خارجية
- الموقع الرسمي (بالفرنسية)